# Jonathan Villar
Jonathan Rafael Villar Roque (ur. 2 maja 1991) – dominikański baseballista występujący na pozycji łącznika w New York Mets.

## Przebieg kariery
W maju 2008 podpisał kontrakt jako wolny agent z organizacją Philadelphia Phillies, jednak dwa lata później w ramach wymiany zawodników przeszedł do Houston Astros. W Major League Baseball zadebiutował 22 lipca 2013 w meczu przeciwko Oakland Athletics, w którym zaliczył uderzenie i skradł bazę. 30 lipca 2013 w spotkaniu z Baltimore Orioles skradł bazę domową. Pierwszego home runa w MLB zdobył 10 września 2013 w meczu z Seattle Mariners.
W listopadzie 2015 w ramach wymiany zawodników przeszedł do Milwaukee Brewers, zaś w lipcu 2018 do Baltimore Orioles. 5 sierpnia 2019 w meczu z New York Yankees został piątym baseballistą w historii klubu, który zaliczył cycle. W sezonie 2020 grał w Miami Marlins i Toronto Blue Jays, a w lutym 2021 dołączył do New York Mets.